# Iona Campbell
Pour les articles homonymes, voir Campbell.
Iona Mary Campbell, née Colquhoun le 22 juin 1945 à Édimbourg (Écosse) et morte le 22 février 2024, duchesse d'Argyll, est une aristocrate écossaise. Elle est mariée au 12e duc d'Argyll de 1964 jusqu'à sa mort en 2001.

## Biographie
Iona Mary Colquhoun naît en 1945 à Édimbourg, deuxième enfant et seule fille d'Ivar Colquhoun, 8e baronnet de Luss, et de sa femme, Kathleen Duncan. Elle a deux frères, Torquhil et Malcolm.
Le 4 juillet 1964, elle épouse Ian Campbell, alors marquis de Lorne, à la cathédrale Saint-Gilles d'Édimbourg. Ils ont deux enfants :
- Torquhil Ian Campbell, 13e duc d'Argyll (né en 1968). Marié à Eleanor Cadbury le 8 juin 2002 à l'église St Mary, Fairford,
  - Archie Frederick Campbell, marquis de Lorne (né en 2004),
  - Lord Rory James Campbell (né en 2006),
  - Lady Charlotte Mary Campbell (née en 2008),
- Lady Louise Iona Campbell (née en 1972)[3]. Mariée à Anthony Merrik Burrell le 18 avril 1998 à la cathédrale Saint-Gilles,
  - Teale Iona Burrell (née le 11 février 2005),
  - Albert Westray Burrell (né le 4 février 2009).

Campbell et sa belle-fille sont les patronnes du Bal royal calédonien .